# Abtei Sankt Arnulf

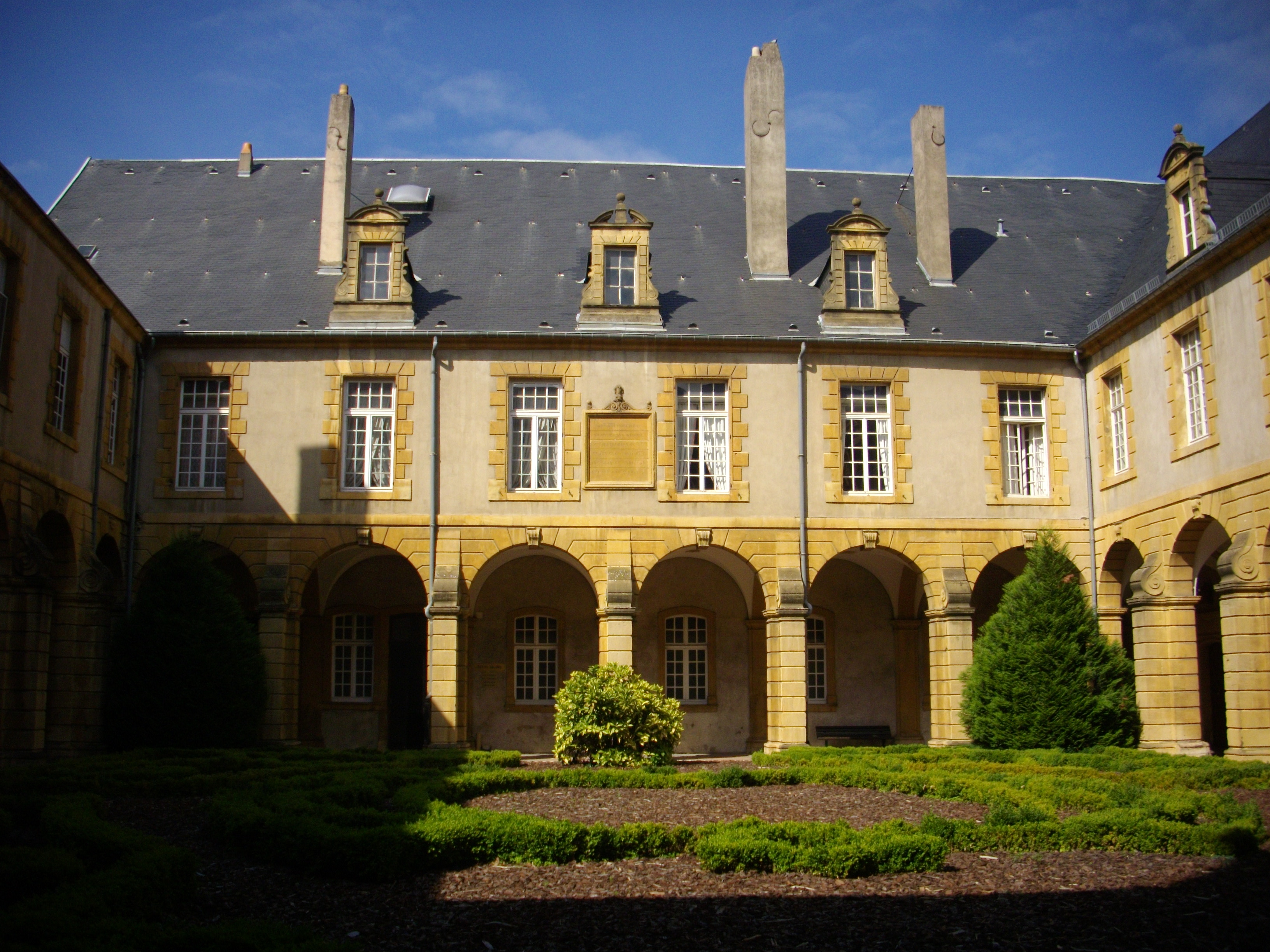
Abtei Sankt Arnulf

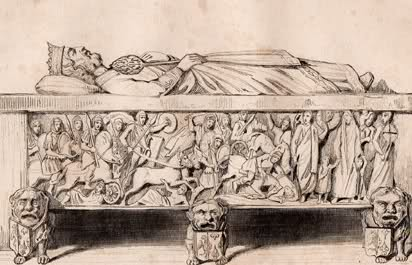
Der großteils zerstörte Sarg Kaiser Ludwigs des Frommen

Die Abtei Sankt Arnulf in Metz (französisch Abbaye Saint-Arnould de Metz oder Abbaye Saints-Apôtres) ist ein im 6. Jahrhundert gegründetes Benediktinerkloster.
Der Überlieferung nach trug die Abtei anfangs den Namen Apostelkirche (Église des Saints-Apôtres). 717 nahm sie den Namen Sankt Arnulf an, da Reliquien des Heiligen Arnulf (614–629 Bischof von Metz), des Stammvaters und Hausheiligen der Karolinger, hier aufbewahrt wurden. Karl der Große machte aus dem Kloster die Grablege der Karolinger: Seine Ehefrau Hildegard, seine Schwestern und sein Sohn, Kaiser Ludwig der Fromme, wurden hier bestattet.
Ein Neubau der Abtei an gleicher Stelle erfolgte im 10. Jahrhundert. 1049 wurde eine größere Kirche geweiht, die 1097 abbrannte. Im gleichen Jahrhundert nahm die Abtei Reliquien des Märtyrers Gorgonius (4. Jahrhundert) auf. Die Belagerung von Metz durch Kaiser Karl V. 1552 führte zur Zerstörung des vor der Stadt gelegenen Klosters, das danach – inklusive der kaiserlichen Grabmale – in den Dominikanerkonvent und damit innerhalb der Mauern der Stadt verlegt wurde. Das Kloster wurde, die Kirche ausgenommen, im 17. Jahrhundert wiederaufgebaut. Diese Gebäude sind es, die heute zu sehen sind.
Während der Revolution wurden die Mönche verjagt und die kaiserlichen Gräber zerstört. Lediglich ein Teil des Grabmals Ludwigs des Frommen befindet sich heute im Musée de la ville. 1794 zog eine Militärschule, die neu gegründete École d’application de l’artillerie et du génie in die Gebäude ein. Im 19. Jahrhundert verschwand die Kirche, unter Napoleon III. wurde ein Turm errichtet, um die Manöver auf dem Mont Saint-Quentin beobachten zu können. Seit 1919 ist dort das Offizierskasino untergebracht.